# Tim Kane

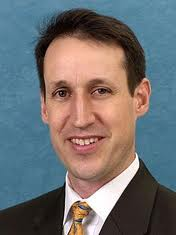
Tim Kane (2012)

Timothy J. „Tim“ Kane (* 28. April 1968 in Lansing) ist ein US-amerikanischer Ökonom und Publizist. Er ist Chefökonom des Hudson Institute.

## Leben
Kane studierte von 1986 bis 1990 Volkswirtschaftslehre und Politikwissenschaft an der United States Air Force Academy in Colorado Springs (Bachelor, 1990); der letzte Dienstgrad war Lieutenant Colonel. Er war u. a. Nachrichtenoffizier in Japan und Südkorea. Von 1998 bis 2000 war er Gründungsdirektor der Software-Firma enonymous.com. Seinen Ph.D. in Volkswirtschaftslehre machte er 2001 an der University of California, San Diego.
2002 kandidierte der Republikaner erfolglos für das Repräsentantenhaus der Vereinigten Staaten.
Er war Direktor am Center for International Trade and Economics der konservativen Heritage Foundation in Washington und war 2007 Cheflektor des Index für wirtschaftliche Freiheit (Index of Economic Freedom) des Wall Street Journal und der Heritage Foundation. Von 2004 bis 2008 arbeitete der Ökonom für das United States Congress Joint Economic Committee. 2011 wurde er mehrfach im Economic Report of the President zitiert. Kane ist derzeit Chefökonom des konservativen Hudson Institute in Croton-on-Hudson, New York. Außerdem schreibt er u. a. für The New York Times, Los Angeles Times, USA Today und The Atlantic. Er trat u. a. bei Bloomberg Television, PBS und CNBC auf.

## Schriften (Auswahl)
- mit Gerald P O’Driscoll, Mary O’Grady: 2007 Index of Economic Freedom. 8. Auflage, Heritage Foundation, New York 2007.
- Bleeding Talent: How the US Military Mismanages Great Leaders and Why It's Time for a Revolution. Palgrave MacMillan, New York 2012.
- mit Glenn Hubbard: Balance: The Economics of Great Powers from Ancient Rome to Modern America. Simon & Schuster. New York 2013.